# Église San Nicola alla Carità
L'église San Nicola alla Carità est une église monumentale de Naples située sur la Via Toledo, entre la Piazza Carità et la Piazza Dante.
L'église est principalement connue pour abriter des œuvres réalisées par les plus grands peintres napolitains du XVIIIe siècle.

## Histoire
L'église a été fondée en 1647 à la suite d'une donation d'environ 6 000 ducats aux pères ouvriers pieux par un noble en récompense de leur œuvre caritative. D'abord, une petite chapelle dédiée à saint Nicolas de Bari fut construite, puis, en 1647, on commença les travaux pour inclure une église plus grande.

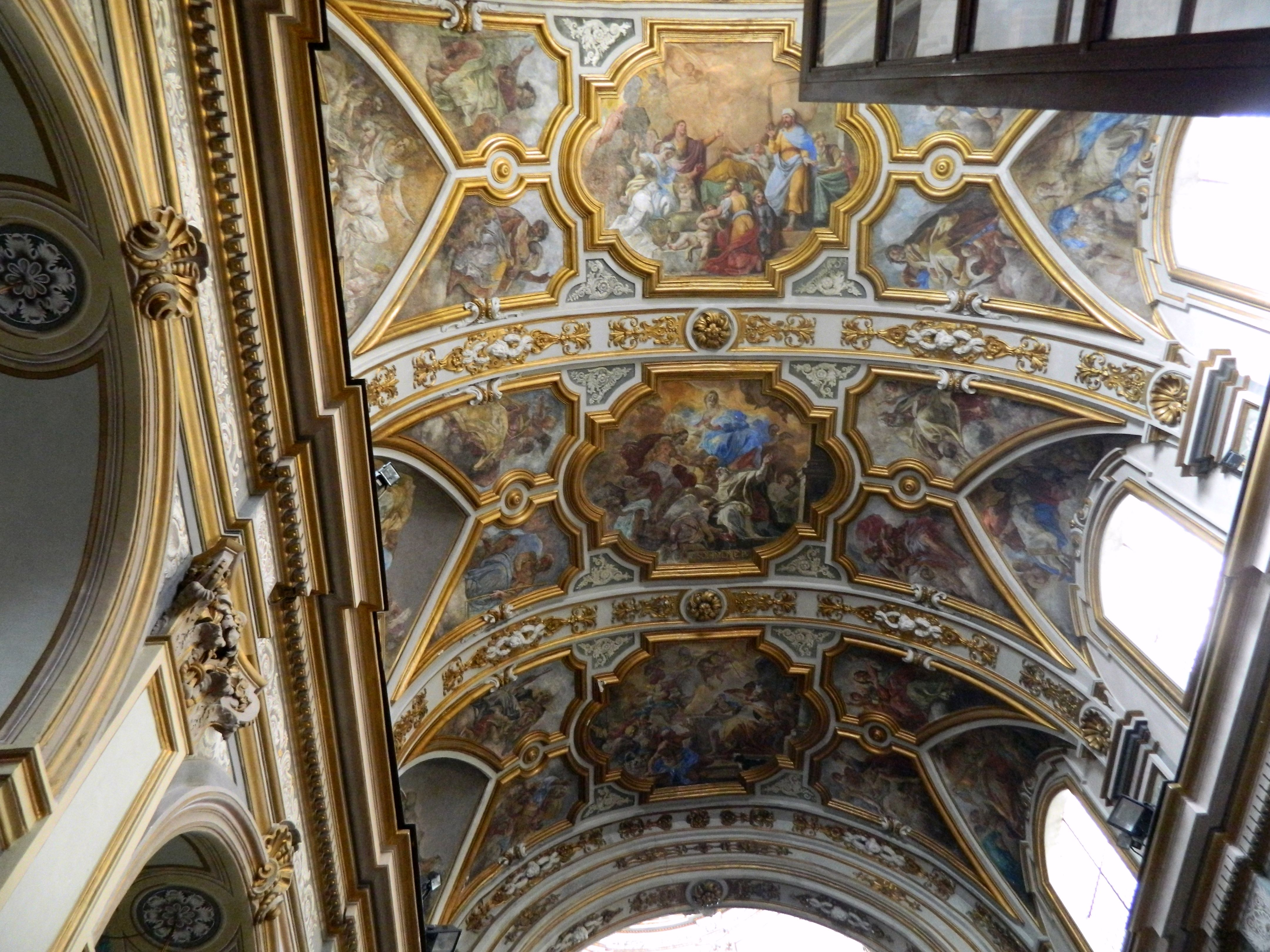
Fresques de Solimena sur la voûte de la nef.

Le projet architectural du nouveau bâtiment appartient à Onofrio Antonio Gisolfi. Le chantier, interrompu en raison de la peste qui frappa la ville en 1656, provoquant la mort de Gisolfi, reprit ensuite en 1668 sous la direction de Cosimo Fanzago qui les dirigea jusqu'à sa mort en 1678, bien que les travaux furent achevés en 1682 grâce également aux contributions du cardinal Diego Innico Caracciolo. À cette occasion, les reliques de saint Nicolas de Bari (la phalange d'un index) conservées jusqu'alors à Scala furent translatées à l'église, donnant ainsi à l'église le nom du saint. Les œuvres picturales de Francesco Solimena réalisées sur les façades du transept, dans les lunettes latérales de la grande fenêtre située sur la partie supérieure de la contre-façade et sur la voûte de la nef remontent à la fin du siècle.
Au XVIIIe siècle, la façade fut reconstruite par Salvatore Gandolfo à la suite d'un projet de modernisation commencé par Solimena et jamais achevé. D'autres œuvres décoratives de l'intérieur remontent également à la première moitié du siècle : les peintures de l'abside, les fresques de sa voûte et les corbeaux de la coupole sont de Paolo de Matteis ; Les fresques de la coupole, datées de 1734, sont de Francesco de Mura. Entre-temps, en 1716, l'église fut consacrée par le cardinal Francesco Pignatelli.
Au cours des dix années de présence française au début du XIXe siècle, l'expulsion de l'ordre a amené l'église à accueillir le Corpo del Genio tandis qu'en 1843 l'ensemble a été restauré. En 1943, pour éviter l'extinction, les Pieux Travailleurs rejoignent la Congrégation des Catéchistes ruraux à la demande du Saint-Siège ; d'autres travaux conservateurs importants ont ensuite eu lieu au milieu du XXe siècle.
Sont enterrés dans l'église le peintre napolitain Bernardo Cavallino, le vénérable Père Antonio Torres qui, dans l'ordre des Pieux Ouvriers, travailla à Naples, se distinguant par la générosité et le service rendu aux malades touchés par la peste de 1656, et le prêtre Carlo Carafa, qui a été amené ici de l'église San Giorgio Maggiore en 1969 en tant que père fondateur de la congrégation des Pieux Ouvriers.

### Extérieur
La façade est marquée par deux ordres, celui du bas appartient au projet de Francesco Solimena, celui du haut de Salvatore Gandolfo.
Il y a trois portails d'entrée, précédés de trois petits escaliers en piperno : au-dessus de celui central se trouvent deux anges en marbre commencés par Francesco Pagano en 1725 et achevés seulement en 1775 par Paolo Persico qui soutiennent un bouclier en bronze avec le buste de Saint Nicolas.
Au-delà de la façade se trouvait autrefois une balustrade conçue par Solimena, qui fut retirée en 1957 lors des travaux de rénovation.

### Intérieur

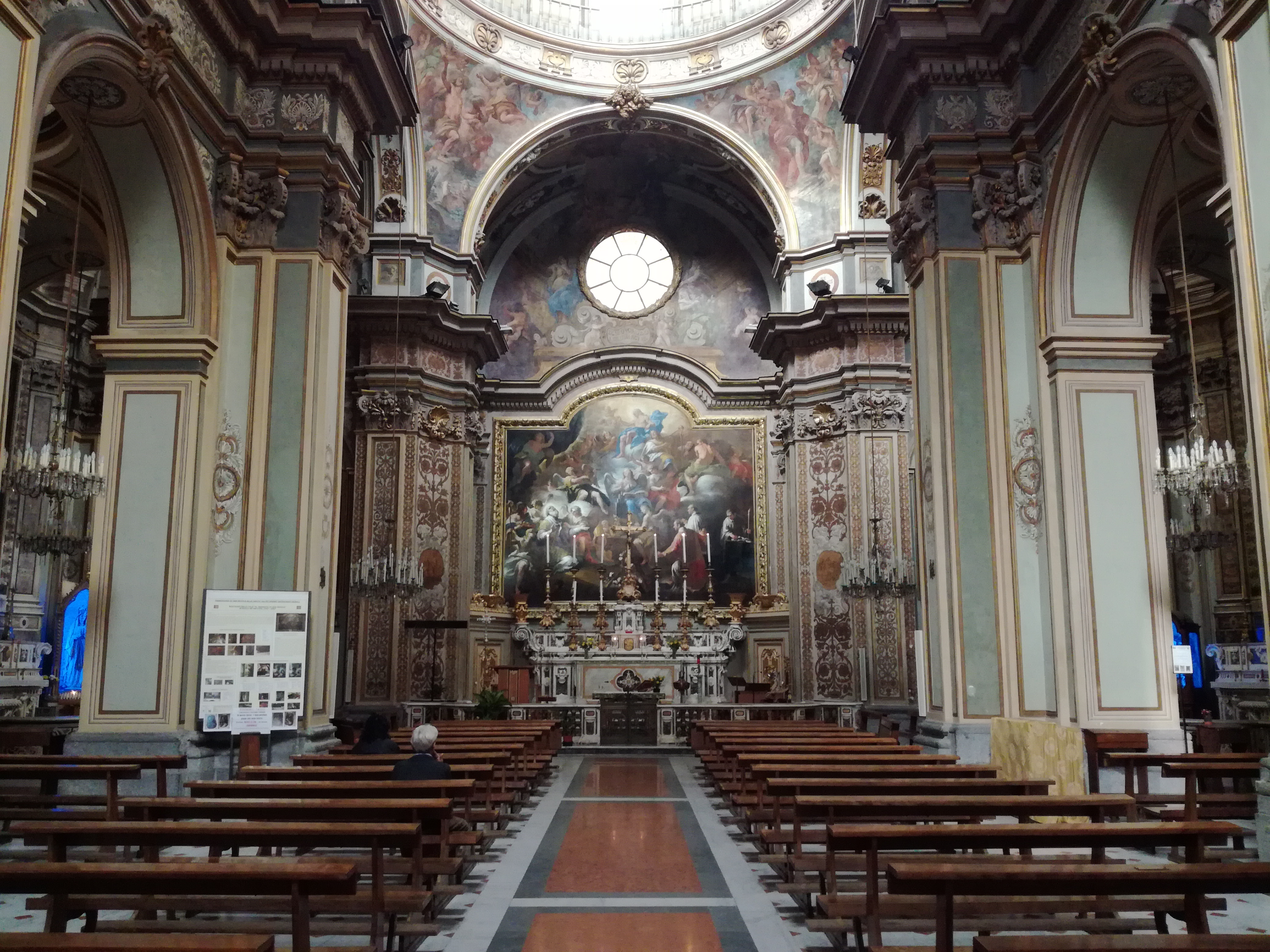
Intérieur.

L'intérieur est en forme de croix latine à trois nefs et chapelles latérales.
La nef centrale est caractérisée dans la voûte par une série de fresques divisées en trois travées datées de 1696 par Francesco Solimena représentant la Vie de saint Nicolas dans les compartiments centraux et Les Vertus et Les Apôtres dans les segments latéraux près des fenêtres. Sur l'envers de la  façade se trouve la grande fresque de Saint Nicolas chassant les démons de l'arbre, datée de 1712 et peinte par Paolo de Matteis, au-dessus de laquelle sont placés dans les lunettes entre la fenêtre centrale, La Prédication de saint Paul et La Prédication de saint Jean Baptiste, exécutées par Solimena en 1697.
La nef gauche est composée dans la première chapelle, dédiée à saint Joseph, de trois œuvres de Paolo De Majo : un retable représentant les Noces de la Vierge avec saint Joseph, une toile représentant  saint Charles Borromée et une autre saint André d'Avellino. La deuxième chapelle (de San Nicola) ayant été construite en 1646, semble être la plus ancienne de  l'église : un retable du XVIIe siècle représentant San Nicola di Bari, évêque de Mira, un cycle de fresques de Nicola Maria Rossi y sont exposés, représentant le Père éternel, trois toiles sur les miracles de saint Nicolas de Francesco de Mura et encore de Rossi, et enfin des cycles de fresques sur la petite coupole précédant la chapelle, également de De Mura et datées de 1729. La troisième chapelle de gauche est dédiée à l'Ange Gardien, également représenté dans le retable de Giovanni Battista Lama, et abrite également deux tableaux de Pietro Bardellino sur San Francesco di Paola et Sant'Apollonia. Sur l'espace entre la troisième chapelle et le transept se trouvent : un Saint Nicolas avec le Christ et la Vierge d'un artiste maniériste tardif inconnu et un Saint Sébastien soigné par sainte Irène attribué à Francesco Peresi (l'un des élèves les plus doués de Paolo De Matteis).
La nef droite voit dans la première chapelle de la Sainte Trinité un retable représentant la Trinité exécuté par Nicola Maria Rossi, tandis que sur les murs latéraux se trouvent deux toiles de Giacinto Diano représentant le Départ et L'Arrivée de Tobias ; Cette chapelle abrite également le buste du XVIIe siècle de Carlo Carafa et le masque mortuaire en cire datant du jour de sa mort. La deuxième chapelle, appelée du Crucifix, abrite un crucifix en bois de la fin du XVIIe siècle réalisé par Nicola Fumo et, sur les murs latéraux, deux toiles de Leonardo Pozzolano (élève de Francesco Solimena) représentant sainte Marie Madeleine et saint Jean l'Évangéliste. Enfin, les deux autres peintures des murs latéraux de San Michele Arcangelo et Raffaele sont de Francesco De Mura.

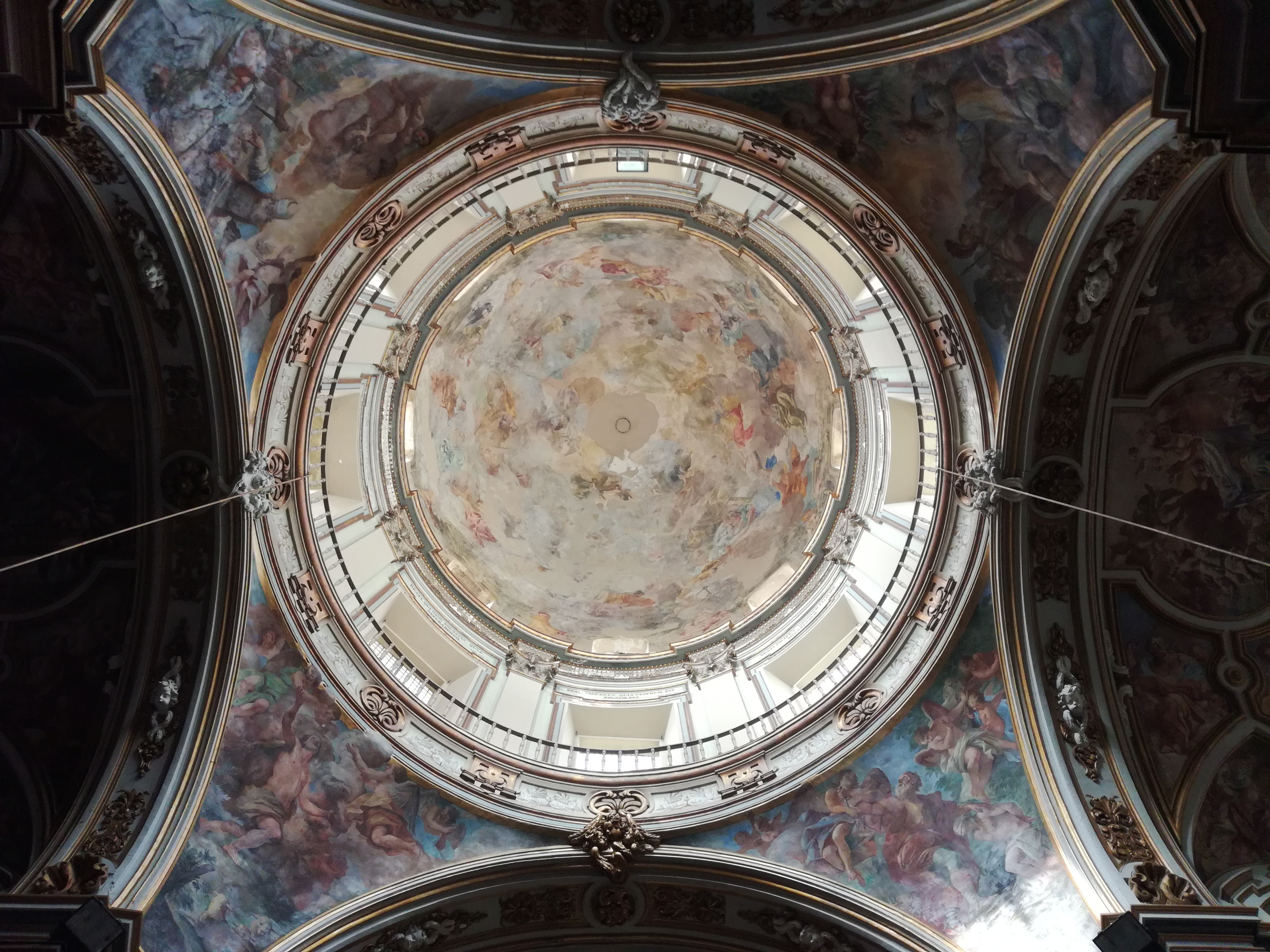
Dôme.

L'abside est composée d'un maître-autel en marbre polychrome et de commandes de 1743 réalisées par Antonio Troccola d'après un projet de Mario Gioffredo et, derrière, se trouve la grande toile de la Mort de saint Nicolas, datée de 1707 et œuvre de De Matteis. Le sol d'origine, datant du milieu du XVIIIe siècle, a finalement été remplacé lors des travaux de rénovation de 1957 qui ont touché l'ensemble de l'édifice.

## Galerie

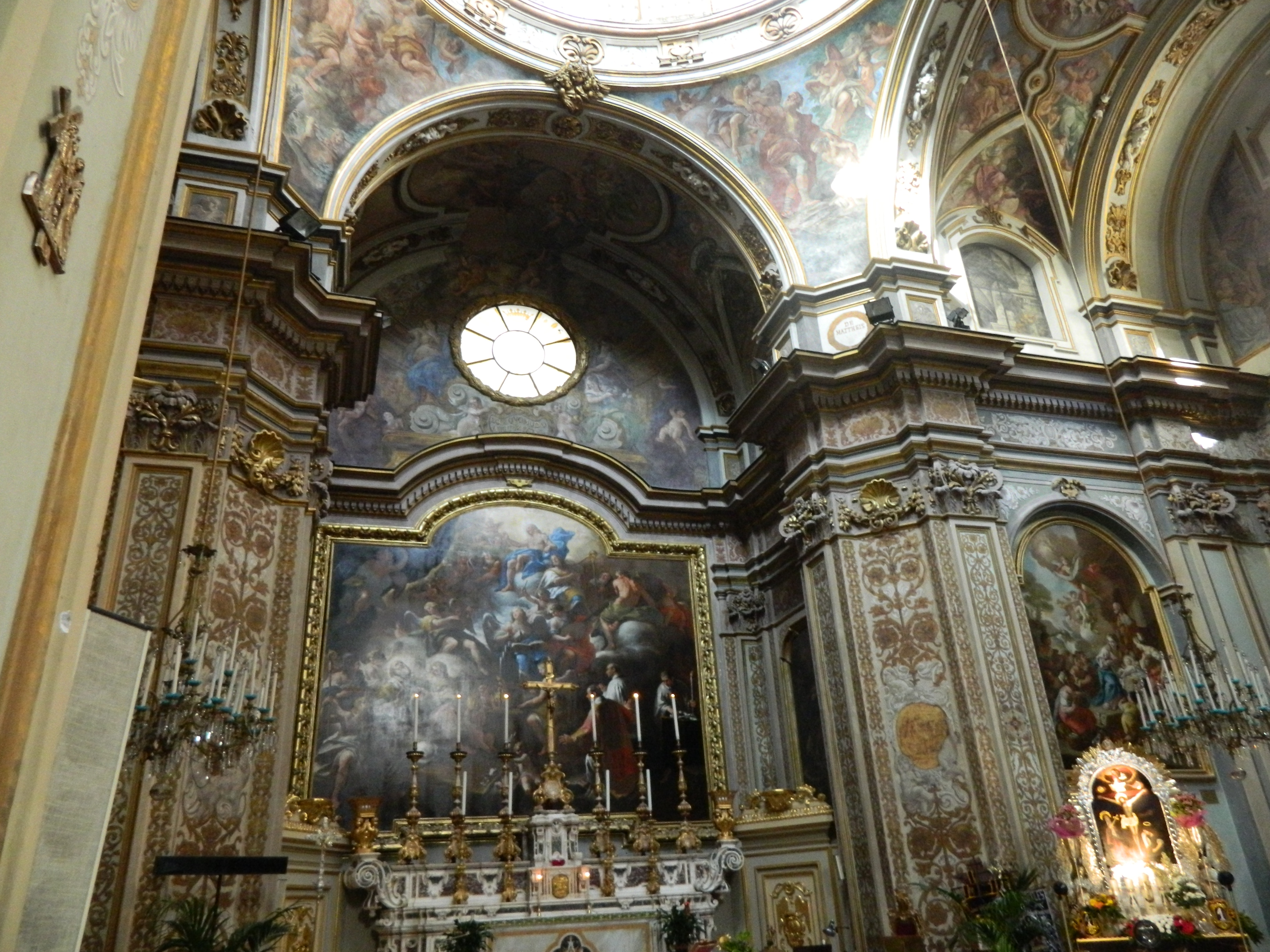
Détail de l'abside.
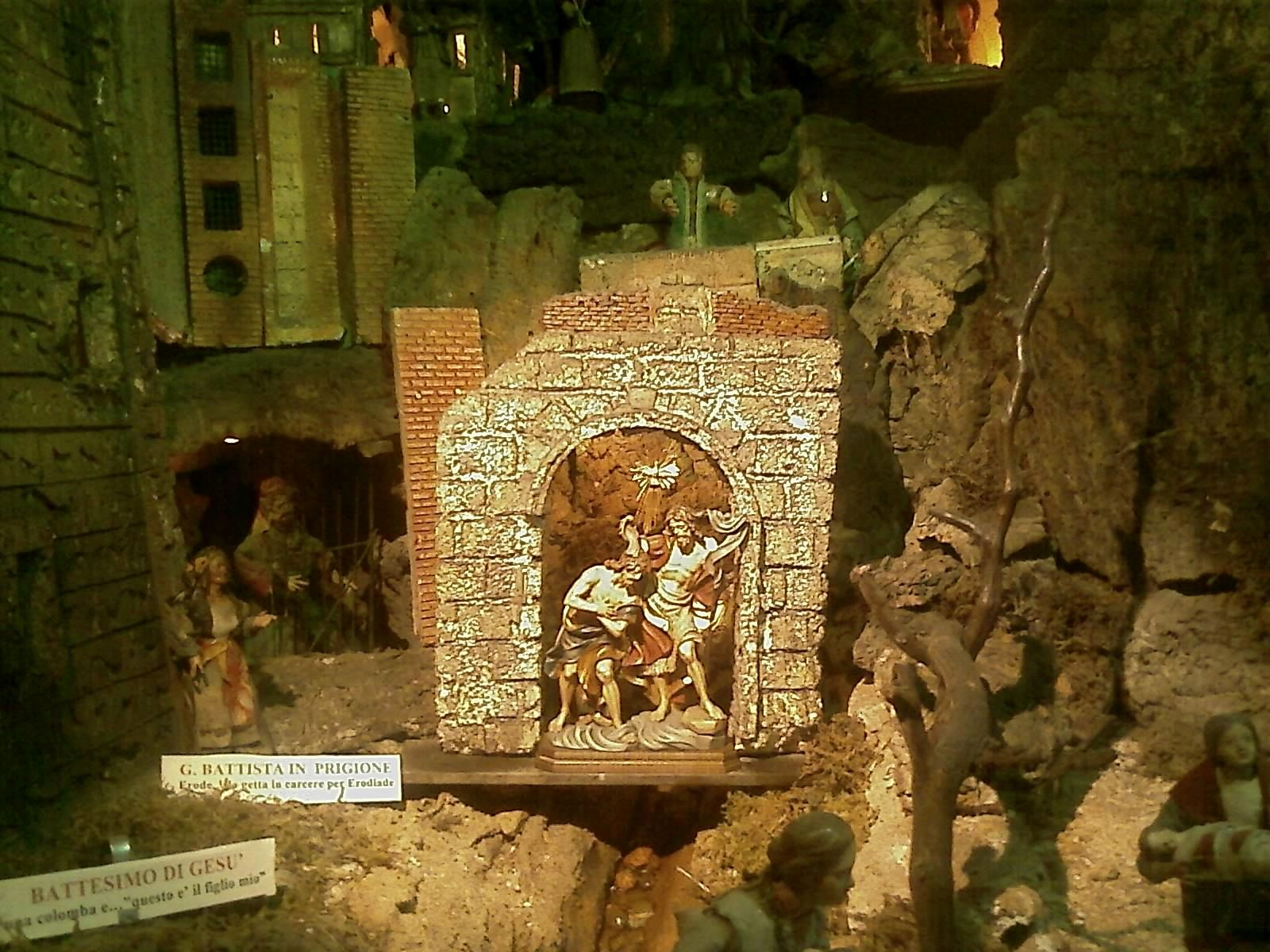
Crèche et baptême de Jésus.
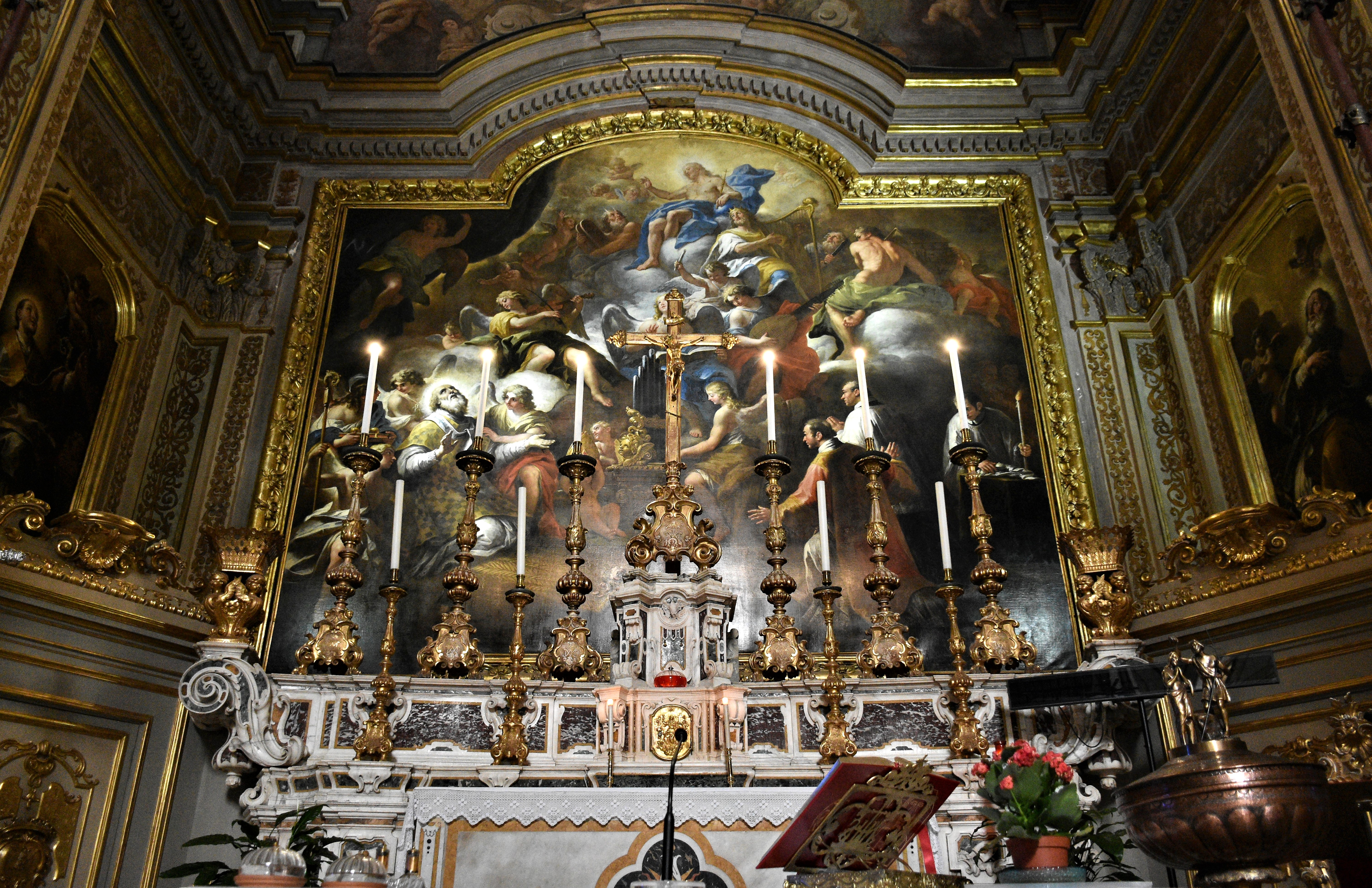
Mort de Saint Nicolas (Paolo de Matteis).